# Speulder- en Sprielderbos
Het Speulder- en Sprielderbos is een circa 3.300 hectare groot aaneengesloten bosgebied in het noordwesten van de Nederlandse landstreek de Veluwe, ten oosten van Putten.

## Ligging
Het gebied ligt in het noordwesten van de Veluwe, oostelijk van Putten in de gemeenten Putten (Sprielderbos) en Ermelo (Speulderbos). Het maakt deel uit van het door Europese regelingen beschermde Natura2000-gebied de Veluwe. Het gebied strekt zich uit globaal tussen de weg tussen Putten en Garderen in het zuiden tot het dorp Garderen en het Houtdorperveld, het gehucht Speuld en de Ermelose heide in het oosten en noorden. De grootte van het gebied is circa 3.300 hectare. Daarvan bestaat zo’n 300 hectare van het Speulderbos, vooral in de omgeving van het gehucht Drie, uit bomen die door hun grillige vorm lijken te dansen. Het Speulderbos wordt in de volksmond dan ook het "bos van de dansende bomen" genoemd.

## Bodem en geologie
De ondergrond is een in noord-zuid richting gelegen stuwwal, die uit zowel leemhoudende als leemarme grond bestaat. Het hooggelegen Speulder- en Sprielderbos heeft bij Drie een hoogste punt op ruim 55 meter boven zeeniveau. Er zijn echter nauwelijks steile hellingen te vinden. Het smeltende landijs van de laatste ijstijd heeft hier dalen uitgesleten en grind en leem afgezet. De Laak is een op een gemeentegrens gelegen bochtig pad in een smeltwaterdal.
In het Speulderbos bevindt zich het Solse Gat, een pingoruïne of mogelijk een kuil die in de ijstijd door smeltwaterstromen is ontstaan. De kuil is door leemwinning verder vergroot. Het Solse Gat is botanisch interessant en was voorheen een belangrijke drinkplaats voor schaapskudden.

## Sage
Bekend is een overlevering met betrekking tot het Solse Gat over een in de grond weggezakt klooster, waarvan de monniken hun ziel aan de duivel zouden hebben verkocht. Daarbij kan worden opgemerkt, dat er vlakbij een complex grafheuvels ligt en dat verhalende elementen rond duivels en in de grond verzonken zaken vaak met een (hier inderdaad aanwezige) oude grenslijn samengaan.

## Prehistorie
Op verschillende plaatsen in het gebied treft men grafheuvels aan. Bij opgravingen zijn aardewerken urnen gevonden, typisch voor het ooit door grote delen van Europa verspreide klokbekervolk, te dateren tussen 2600 en 2100 v. Chr.

## Flora en fauna
De bossen in dit gebied kunnen wat betreft de plantengroei voor het grootste deel worden geklasseerd als wintereiken-beukenbossen en eiken-berkenbossen. De oude boombossen bevatten vrij veel dood hout, dat veel dierenleven aantrekt en een rijke begroeiing van paddenstoelen en mossen veroorzaakt. Het feit dat een groot deel van het bos donker is en overheerst wordt door de beuk met zijn zware bladval houdt weinig kansen in voor een gevarieerde kruidlaag. In het Speulderbos heeft de Koningseik gestaan, die veel bezoekers trok vanwege de relatie met het koningshuis. Hij was lang in slechte staat en waaide ten slotte in 1934 om. De stronk ervan is nog aanwezig.
Het Speulder- en Sprielderbos is tamelijk voedselrijk zodat er veel groot wild kan leven zoals edelherten en wilde zwijnen. Vanwege de hoge wildvraat-druk omheinen de beheerders soms percelen waar men natuurlijke verjonging van het bos mogelijk wil maken. Andere diersoorten in dit gebied zijn de das, boommarter en gladde slang. Aanwezige roofvogels zijn de havik en wespendief. Vanachter wildkijkschermen is het mogelijk gemaakt om dieren te observeren.

## Recreatie
Een aantal wandelroutes is te bereiken vanaf zogenaamde "groene bushaltes". In het gebied is een geringe hoeveelheid verharde (auto)wegen aanwezig. Wel zijn sommige fietspaden met asfalt verhard.

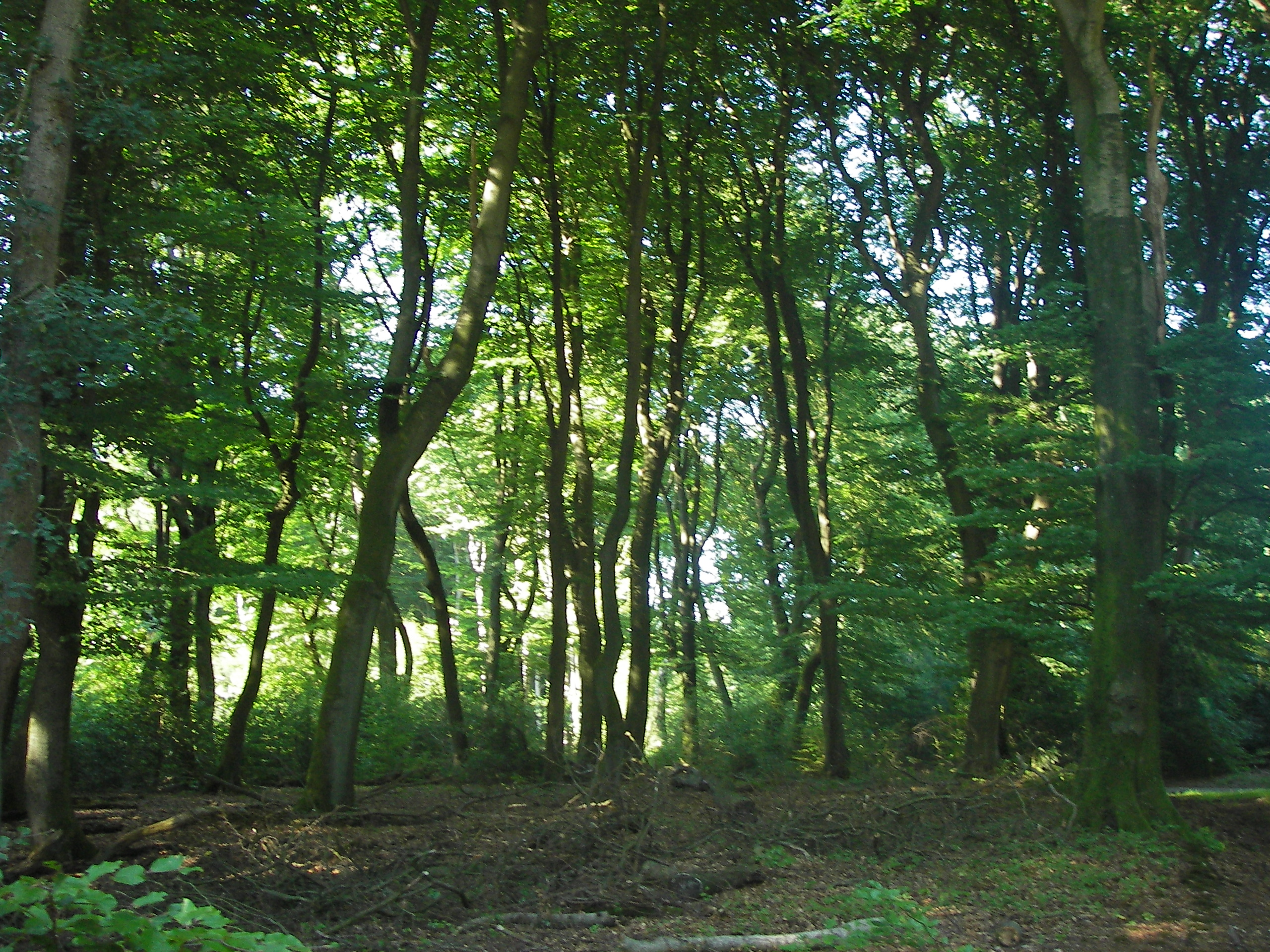
"Boombos" met "dansende" beuken
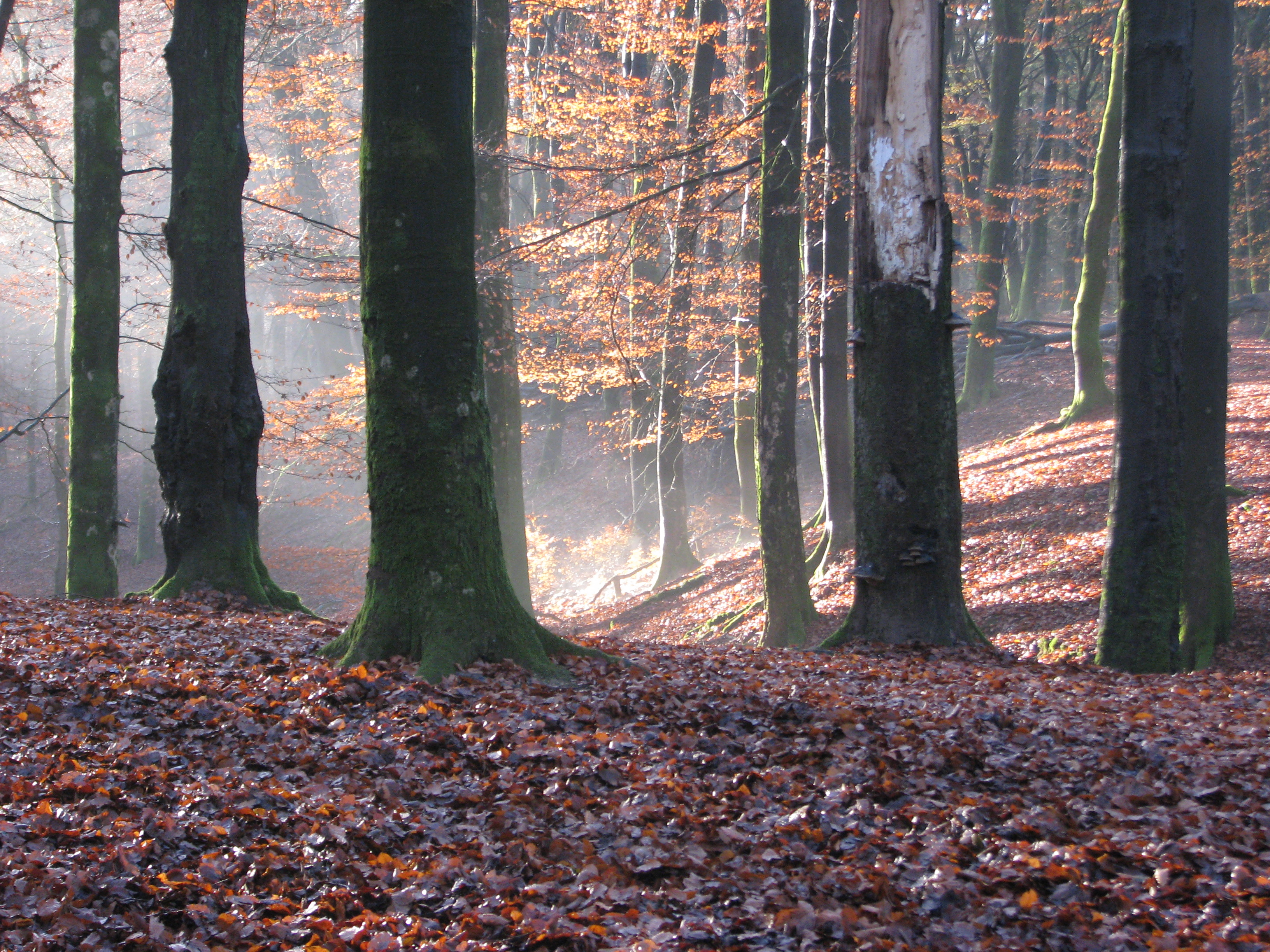
Het Solse  Gat
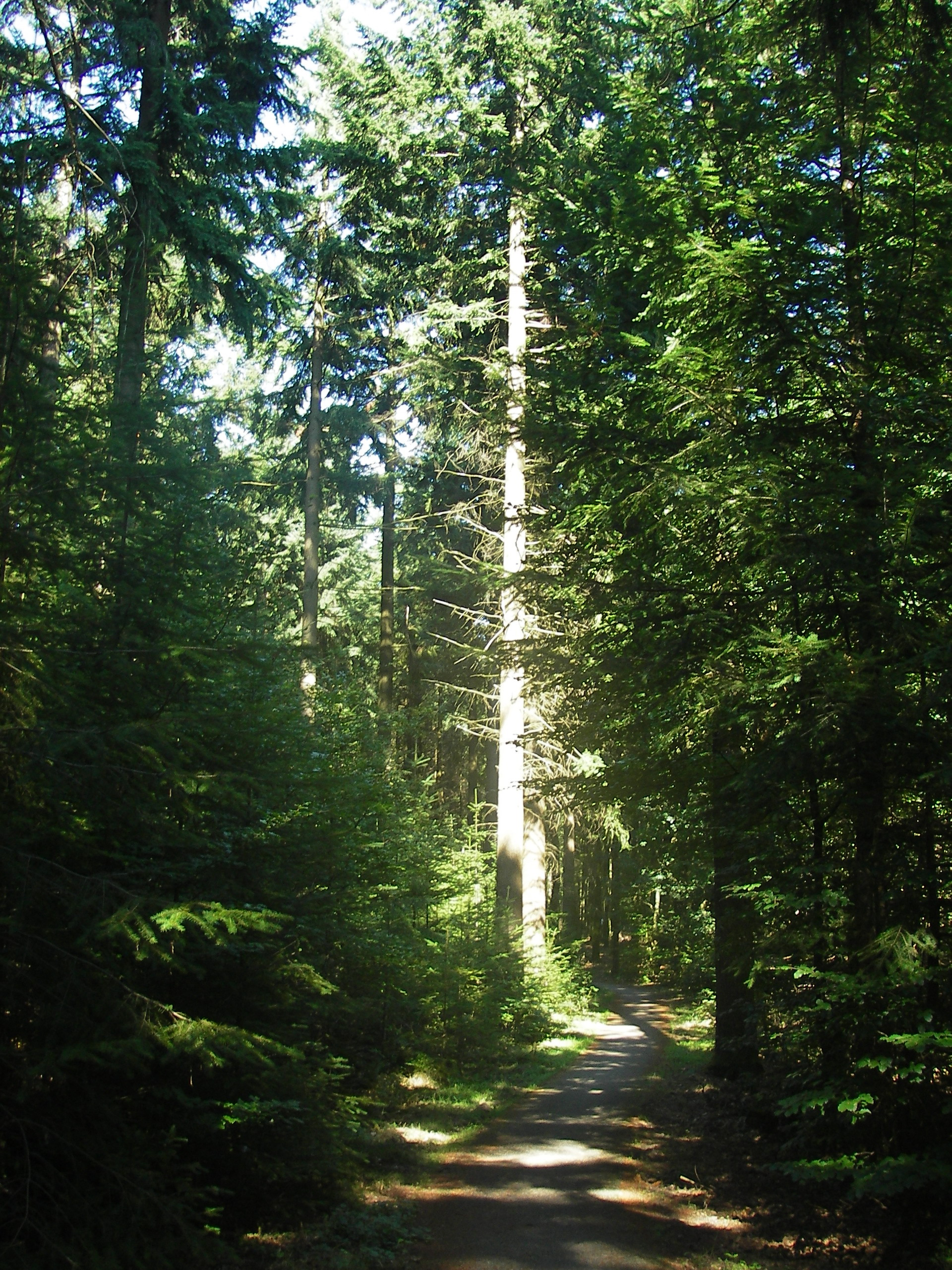
"Donker Bos" bij Spriel
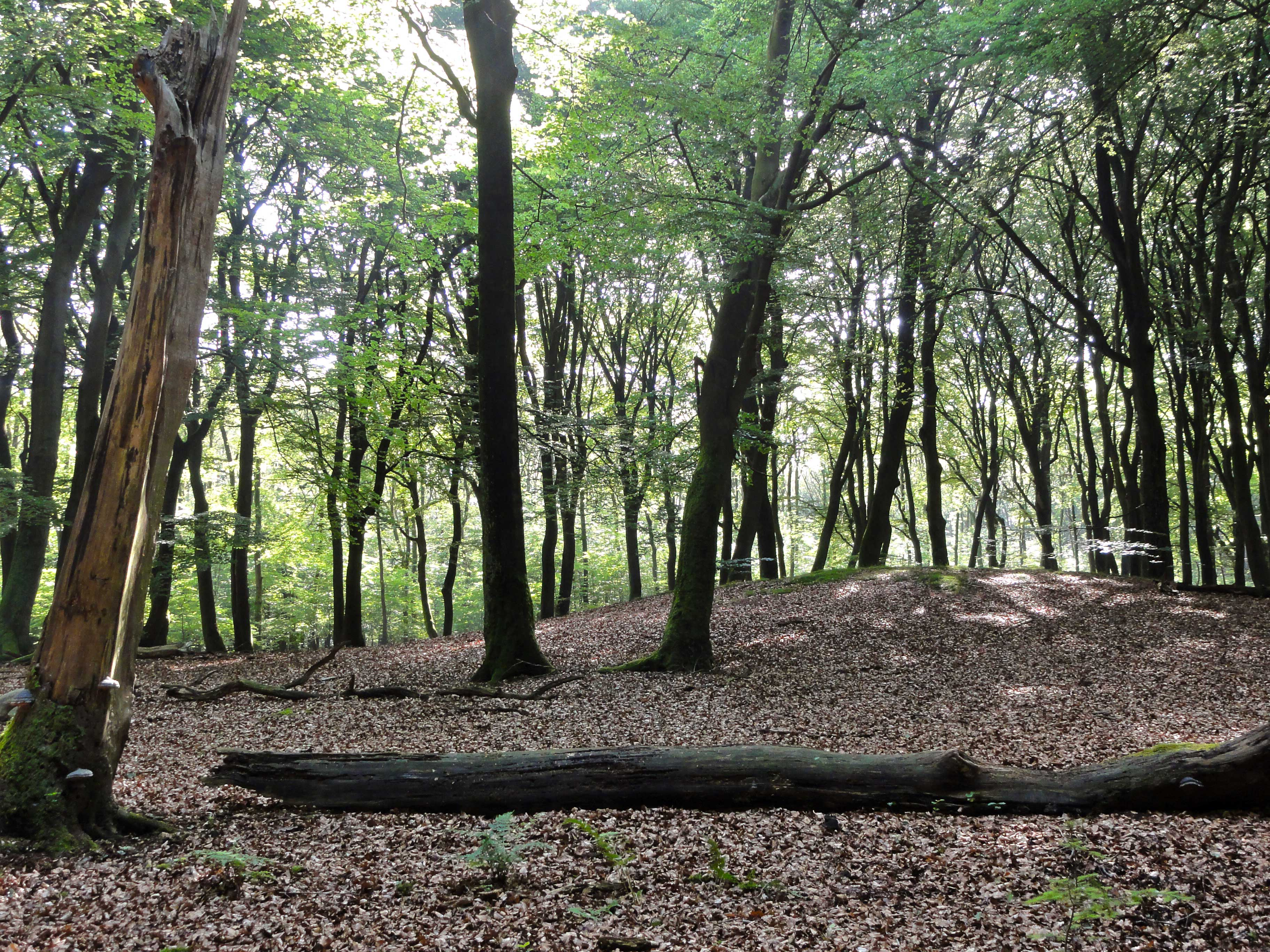
Grafheuvel
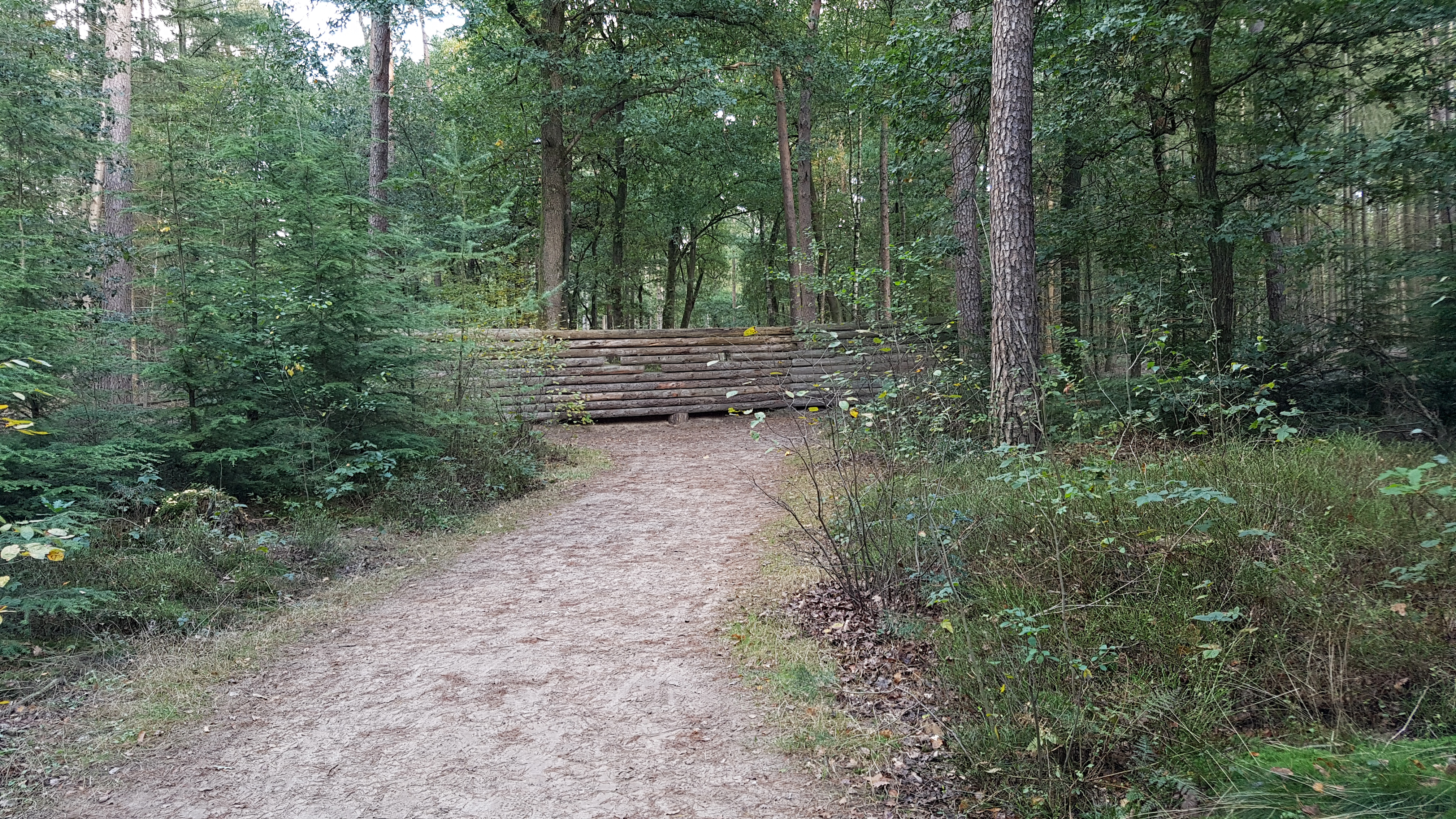
Wildobservatiepunt Speulder- en Sprielderbosch